# Derris caudata
Derris caudata är en ärtväxtart som beskrevs av Cornelis Andries Backer. Derris caudata ingår i släktet Derris och familjen ärtväxter. Inga underarter finns listade i Catalogue of Life.